# Kerk van Auning
De Kerk van Auning (Deens: Auning Kirke) is een luthers kerkgebouw van de Deense Volkskerk in Auning op het schiereiland Djursland aan de oostkust van Jutland, Denemarken.

## Geschiedenis

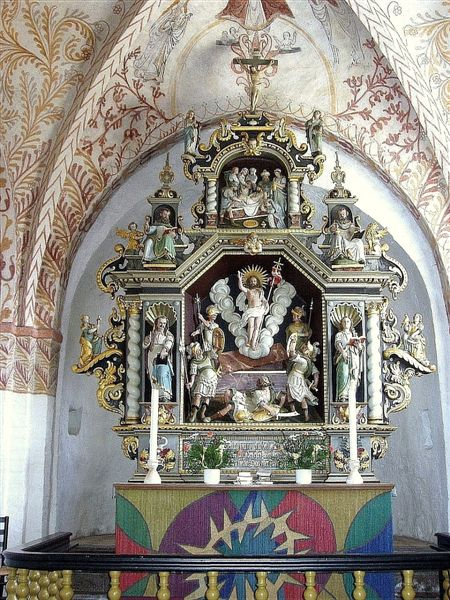
Altaar

De oorspronkelijke kerk, die gedeeltelijk bewaard bleef, stamt uit de 12e eeuw en werd gebouwd van vlakke blokken natuursteen en later verbouwd tot de huidige vorm. Rond 1500 werd het balkenplafond vervangen door laatgotische gewelven: een kruisgewelf in het koor en twee stergewelven in het kerkschip, terwijl de toren, het voorportaal (het zogenaamde wapenhuis) en een westelijk derde travee in 1616 in rode kloostermoppen werden toegevoegd door de bouwmeester Mathias, die toen ook het nabijgelegen landhuis Gammel Estrup voor de raadsman Eske Brock realiseerde. Tot 1921 behoorde de kerk tot de eigenaar van Gammel Estrup.
In 1699 werd in een noordelijke toevoeging een kapel ingericht voor het Skeel-geslacht. Hier is een prachtig barok grafmonument te zien dat voor Jørgen Skeel werd gebouwd, die stierf in 1695. Benedicte Margrethe Brockdorff, de weduwe van de jong gestorven Skeel, vroeg de koning om toestemming voor de oprichting van een epitaaf. Het verzoek werd gehonoreerd, met dien verstande dat het epitaaf een minimale schade aan het bestaande kerkgebouw mocht veroorzaken. Het resultaat is een van de mooiste werken van Deense barokke kunst, uitgevoerd door de Vlaamse beeldhouwer Thomas Quellinus. Hij leefde in Kopenhagen en mocht enkele jaren eerder al een kapel inrichten voor kolonel Hans Friis in de kerk van Horning bij het slot Claus Holm. In de crypte van de grafkapel staan een aantal marmeren en zandstenen sarcofagen. Een aantal ervan zijn fraai versierd en de laatste werd in 1844 toegevoegd.
De fresco's in de kerk stammen deels uit de tijd toen de gewelven werden ingebouwd en deels van de tijd na de invoering van de reformatie. Dit laatste blijkt uit een toevoeging van de schilder: Rasmus Ryter maler – h. alleus 1562. Onder Ryters toevoegingen bevindt zich een fresco van Sint-Laurentius, die hier met het rooster als attribuut maar ook op een eigentijdse en meer protestantse wijze werd afgebeeld. In het koor zijn in de oostelijke gewelfkap het Jongste Gericht, in de zuidelijke gewelfkap Petrus en in de westelijke gewelfkap Johannes te zien. De decoraties aan de ribben dateren uit 1500.

## Architectuur
De kerk bestaat uit een kerkschip, een koor met een apsis, een westelijke toren, een zuidelijk voorportaal en een noordelijke kapel. De van granieten blokken gebouwde apsis dateert uit de romaanse tijd. Uit de romaanse tijd stammen ook het koor en de twee oostelijke traveeën van het kerkschip. Een zuidelijke toegang en verschillende romaanse ramen (zoals ook een lage rondboogopening op de zuidelijke kant) werden dichtgemetseld, maar zijn nog te herkennen. De apsis kent een half koepel gewelf, terwijl het koor een kruisgewelf en de beide oostelijke traveeën zijn versierd met stergewelven. Op het kerkhof ligt een met touwmotief versierde kraagsteen, die zich oorspronkelijk in het koor bevond. De oudere delen van de kerk hebben een loden dakbedekking, de latere delen zijn gedekt met dakpannen.

## Kerkinventaris
De preekstoel met het klankbord stammen uit 1636 en vertegenwoordigen de renaissance stijl. Jytte Brock, een dochter van Eske Brock en getrouwd met Jørgen Skeel, schonk de kansel aan de kerk. De preekstoel werd gebouwd door Niels Kock uit Grenaa. In de velden van de preekstoel zijn de vier evangelisten, de Kruisiging en de Opstanding te zien.
Het altaarstuk van de kerk dateert uit het midden van de 17e eeuw en werd geschonken door Chresten Scheel en zijn vrouw Birgitte Rosenkrantz. Het werd in de barokke knorpelstijl gebouwd in het atelier van Peder Jensen Koldings te Horsens. Het hoofdveld toont de Opstanding en de Hemelvaart. Het reliëf daarboven stelt de Graflegging voor. Onder het hoofdveld is een citaat uit 1 Korintiërs 15:3-4 aangebracht: Jeg overleverede eder nemlig som noget af det første hvad jeg ogsaa har modtaget: at Kristus døde for vore Synder efter Skrifterne og at han blev begravet og at han er blevet oprejst den tredje Dag efter Skrifterne (Het belangrijkste dat ik u heb overgeleverd, heb ik op mijn beurt ook weer ontvangen: dat Christus voor onze zonden is gestorven, zoals in de Schriften staat, dat hij is begraven en op de derde dag is verrezen, zoals in de Schriften staat).
De twee zilveren kandelaren op de altaartafel zijn van circa 1670 en dragen de keurtekens van een zilvermeester uit Augsburg. De altaarkelk is uit 1673, op de voet staan de namen van Christen Scheel en zijn vrouw met het wapenschild.
Het achthoekige doopvont met het bijbehorende eveneens achthoekige deksel stamt uit 1736 en werd van hout gemaakt. Het doopvont bevindt zich bij het orgel in de torenruimte en wordt omgeven door een hekwerk.

## Afbeeldingen fresco's

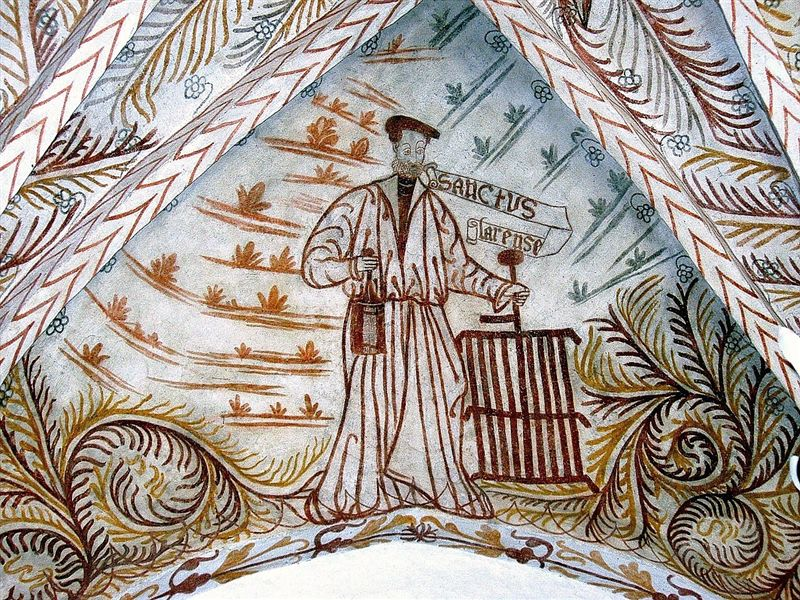
Fresco Sint-Laurentius (1562)
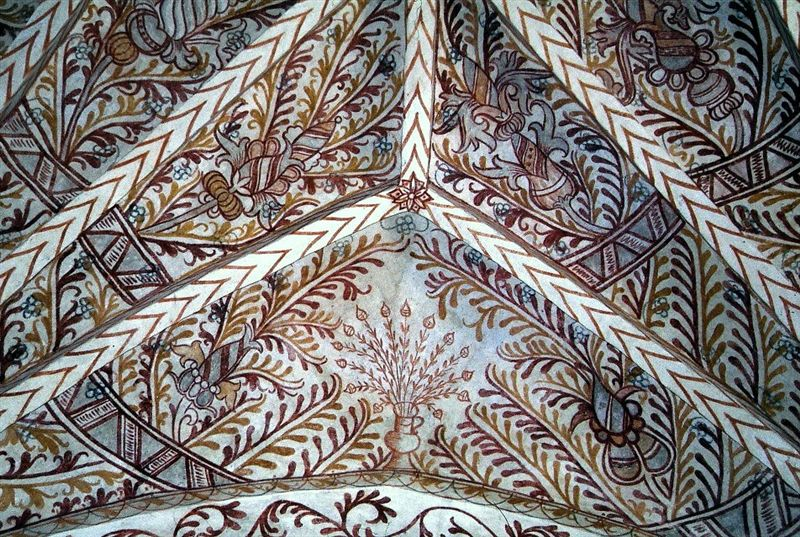
Fresco's in het kerkschip
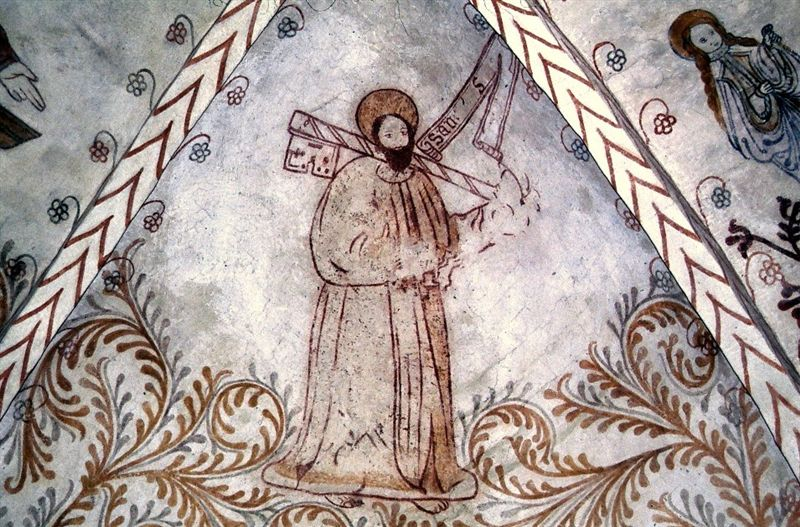
Petrus
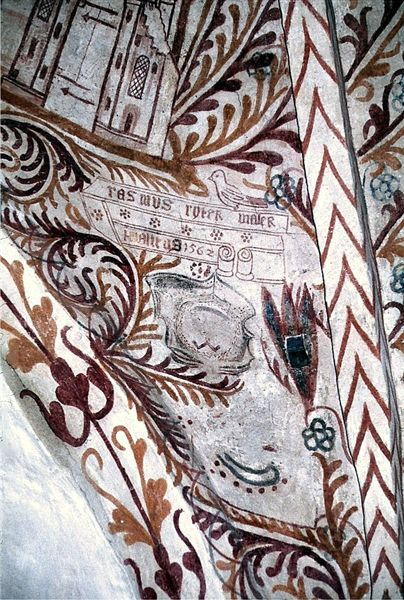
Opschrift van de kunstenaar